# Keine Nacht für Niemand
Keine Nacht für Niemand- третий студийный альбом Kraftklub выпущенный 2 июня 2017 года, записанный лейблами Vertigo и Universal. Музыкальная составляющая альбома смешивается с Инди-роком и репом. Как и два прошлых альбома, он занял первые места в немецких чартах.

## Название
Название альбома созвучно с альбомом Keine Macht für Niemand группы Ton Steine Scherben, выпущенного в октябре 1972 года.

## Список композиций
| №   | Название                       | Длительность |
| --- | ------------------------------ | ------------ |
| 1.  | «Band mit dem K»               | 3:45         |
| 2.  | «Leben ruinieren»              | 3:52         |
| 3.  | «Chemie Chemie Ya»             | 4:07         |
| 4.  | «Am Ende»                      | 3:40         |
| 5.  | «Fenster»                      | 3:32         |
| 6.  | «Fan von dir»                  | 4:51         |
| 7.  | «Hausverbot (Chrom & Schwarz)» | 3:48         |
| 8.  | «Dein Lied»                    | 3:55         |
| 9.  | «Sklave»                       | 4:12         |
| 10. | «Venus»                        | 3:06         |
| 11. | «Hallo Nacht»                  | 4:16         |
| 12. | «Liebe zu dritt»               | 4:46         |